# ガリレオ博物館

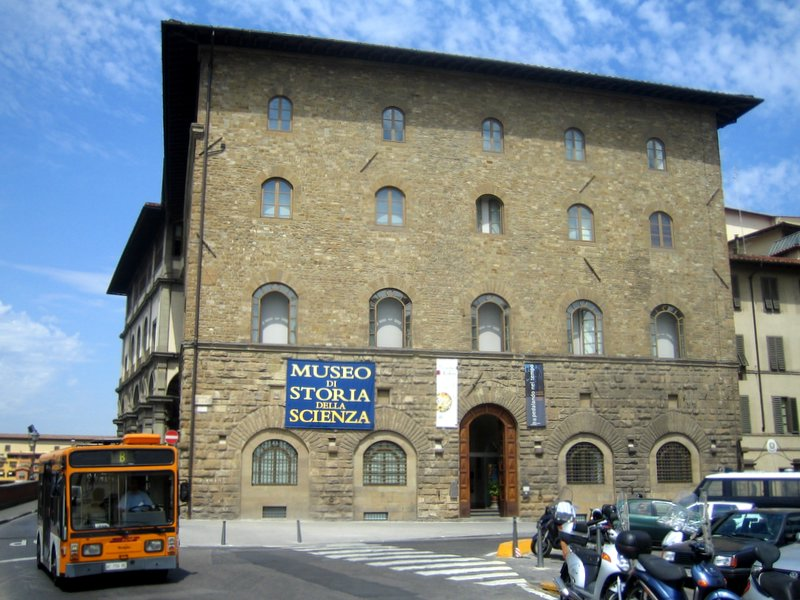
ガリレオ博物館

ガリレオ博物館（ガリレオはくぶつかん、イタリア語: Museo Galileo）は、イタリアのフィレンツェに位置する博物館。1927年にフィレンツェ大学により設立。2010年まで科学史研究所博物館（イタリア語: Istituto e Museo di Storia della Scienza）であった。
ガリレオ・ガリレイの右手中指が所蔵されている。1737年3月12日、ガリレオの遺体を改葬した際に保存されたものである。